# Mohanad Magdy Mohammed
Mohanad Magdy Mohammed, né le 17 novembre 1984, est un karatéka égyptien surtout connu pour avoir remporté une médaille d'argent en kumite individuel masculin plus de 80 kilos aux championnats du monde de karaté 2006 à Tampere, en Finlande.

## Palmarès

### Championnats du monde
- : Médaille d'argent en kumite individuel masculin plus de 80 kilos aux championnats du monde de karaté 2006 à Tampere, en Finlande[1].
- : Médaille d'argent en kumite individuel masculin plus de 84 kilos aux championnats du monde de karaté 2010 à Belgrade, en Serbie.

### Championnats d'Afrique
- : Médaille d'argent en kumite individuel masculin plus de 84 kilos aux championnats d'Afrique de karaté 2010 au Cap, en Afrique du Sud.

### Championnats du monde juniors
- : Médaille de bronze en kumite individuel masculin plus de 80 kilos aux championnats du monde de karaté juniors et cadets 2005 à Limassol, à Chypre[2].